# Figurmaleri
Figurmaleri er den form for billedkunst, hvor kunstneren benytter en levende model som genstand for en to-dimensionel kunstværk, som skabes ved hjælp af maling og lærred. Den levende model kan enten være nøgen, delvist eller fuldt påklædt, og maleriet er en repræsentation af hele modellens krop. Det er en analogi i de fleste henseender til figurtegning, der sædvanligvis udføres i farvekridt, blæk, blyant, akvarel eller mixed media på papir.
Til de klassiske figurmalere hører Caravaggio, Peter Paul Rubens, Diego Velázquez, Goya, Édouard Manet og Edgar Degas, blandt de nutidige figurmalere kan nævnes Lucian Freud, R.B. Kitaj, Mark Tansey og Eric Fischl og af danske figurmalere er Julius Exner, Harald Giersing, Wilhelm Marstrand og Vilhelm Lundstrøm.

## Media
Figurmalerier af findes i mange medier som olie, akvarel, pastel og digitalt.
En populær teknik er anvendelsen af acrylmaling på grund af den korte tørretid. Kunstneren kan modificere (overmale) og kan hurtigere frembringe resultater, der ligner vandfarve eller olie. Det er ideelt til figurmaleri, da det kræver mindre tid med modellen og reducerer afhængigheden af foto eller tegnet reference.
Blæk er et andet populær medie. Kunstneren vil ofte begynde med en grafitblyant for at tegne eller skitsere modellen og så færdiggøre linjerne med pen eller pensel i permanent blæk. Når blækket fortyndes med vand, frembringer det diskrete gradueringer, en teknik kendt som blækvask. Når blækket er tørret, kan kunstneren slette blyantstregerne, eller lade dem på være hvis den mørkere farve gør dem næsten usynlige.